# 167. østlige længdekreds
Den 167. østlige længdekreds (eller 167 grader østlig længde) er en længdekreds, der ligger 167 grader øst for nulmeridianen. Den løber gennem Ishavet, Asien, Stillehavet, det Sydlige Ishav og Antarktis.